# Munší
Munší (v perštině: منشی, v urdštině: مُنشی v hindštině: मुंशी;v bengálštině: মুন্সী) je staré perské slovo, které se původně používalo pro doručovatele či pisatele dopisů, případně pro sekretáře. Později bylo užíváno i v Mughalské říši (turkickém státním útvaru, který se nacházel na území Indického subkontinentu mezi lety 1526 a 1858) a v Britské Indii, ovšem označovalo spíše učitele jazyka či učitele vícera předmětů, zpravidla vědy, filozofie, orientace v náboženských textech a administrativy. Jako munší byli označováni také indičtí sekretáři a překladatelé pracující pro Evropany.

## Etymologie
Do angličtiny a z ní následně do dalších evropských jazyků bylo slovo munší převzato z perštiny, v níž slouží k označení osob, které si zasluhují respekt pro svou vzdělanost. V době svého vzniku bylo vyhrazeno pro lidi, kteří uměli číst a psát. Později byl význam slova rozšířen i na osoby ovládající vícero jazyků a nakonec na muže vzdělané ve více oborech. Muži, kteří byli označovaní jako munší, také někdy sloužili jako ministři či územní správci; za dob Mughalské říše z nich takové postavení dělalo v podstatě šlechtu. V době britské nadvlády nad subkontinentem postupně přibývalo vzdělaných Indů, takže titul munší náležel více a více lidem; postupně se z něj stalo příjmení. V roce 2014 nosilo příjmení Munší na celém světě 95 168 osob, z nichž nejvíce pocházelo z Bangladéše.
V dnešní době používá moderní perština toto slovo při oslovování správců a pracovníků, kteří patří mezi vedoucí pracovních oddělení.

## Osobnosti

### Příjmení Munší
Kanhaiyalal Maneklal Munshi (30. prosince 1887 – 8. února 1971), známý spíše pod svým pseudonymem Ghanshyam Vyas, byl indický politik, spisovatel, pedagog a aktivista, který se angažoval v hnutích za nezávislost Indie. Než získala Indie nezávislost, byl členem Indického národního kongresu a poté se stal ministrem zemědělství a správcem Uttarpradéše. Ovládal písmem tři jazyky, své knihy psal v hindštině, gudžarátštině a angličtině. V roce 1938 založil nadaci Bharativa Vidya Bhavan na podporu vzdělání. 

### Titul munší
Mohammed Abdul Karim (1863 – duben 1909), známý v Británii jako „the Munshi“, byl indický muslim, který sloužil po dobu čtrnácti let královně Viktorii. Abdul Karim pracoval původně jako zapisovatel v indické věznici, ale byl vybrán, aby odplul do Anglie a sloužil u dvora. Královna Viktorie si ho oblíbila a učinila z něj svého sekretáře. Protože se od něj učila urdsky, titulovala ho munší. Údajně k němu chovala téměř mateřskou náklonnost. Protože na něm tolik lpěla, nebyl Abdul Karim příliš oblíbený mezi ostatními členy jejího dvora. Po její smrti došlo ke zničení jejich korespondence a jeho majetek na ostrovech byl zkonfiskován. Následně byl Abdul Karim i se svou ženou poslán zpátky do Indie. Tam zůstal až do své smrti ve věku 46 let.
Jeho pobyt v Británii byl shrnut ve filmu Viktorie a Abdul, historickém dramatu z roku 2017. Abdula Karima si zde zahrál indický herec a model Ali Fazal. 